# William Waldegrave

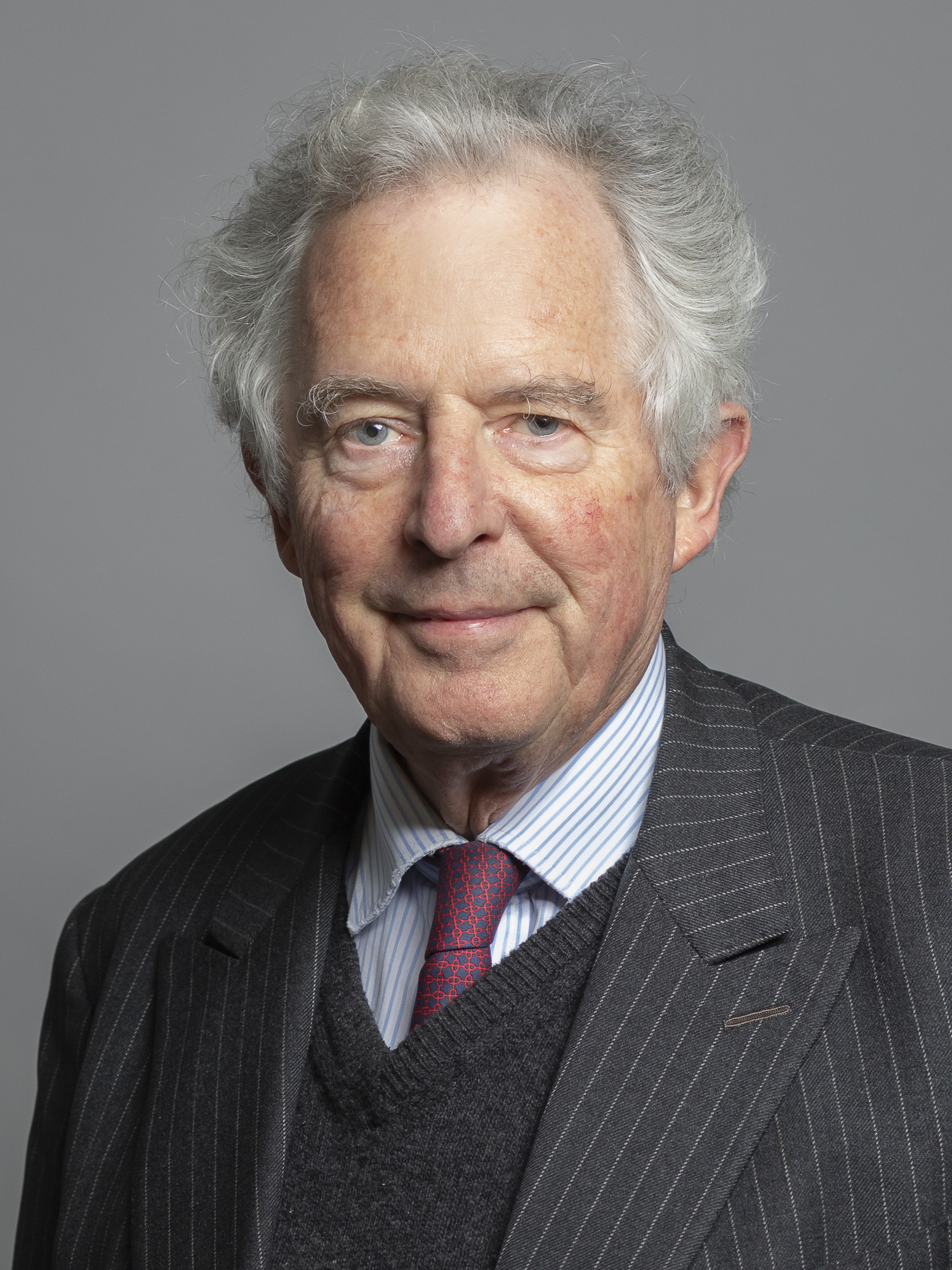
William Waldegrave, Baron Waldegrave of North Hill, 2020

William Arthur Waldegrave, Baron Waldegrave of North Hill (* 15. August 1946 in Chewton Mendip, Bath, Somerset, England) ist ein britischer Politiker der Conservative Party. Er war von 1979 bis 1997 Abgeordneter für Bristol West im House of Commons, hatte mehrere Ministerämter während der Amtszeit von Premierminister John Major inne und ist seit 1999 als Life Peer Mitglied des House of Lords. Zudem ist er Vorsitzender der britischen Privatbank Coutts & Co.

## Leben
William Waldegrave wurde als zweiter Sohn und jüngste Kind des Geoffrey Waldegrave, 12. Earl Waldegrave (1905–1995) geboren. Als Sohn eines Earls führte er das Höflichkeitsprädikat The Honourable. Er ist ein Bruder des ehemaligen Ministers James Waldegrave, 13. Earl of Waldegrave und von Susan Hussey.

### Unterhausabgeordneter und Minister
Nach dem Besuch des Eton College studierte Waldegrave Rechtswissenschaften am Corpus Christi College der University of Oxford sowie der Harvard University und war nach Abschluss des Studiums von 1975 bis 1979 Richter am Jugendgericht für die Londoner Innenstadt, dem Inner London Juvenile Court. Daneben war er zwischen 1977 und 1986 als Fellow am All Souls College der University of Oxford tätig.
Bei den Unterhauswahlen vom 3. Mai 1979 wurde er als Kandidat der Conservative Party erstmals als Mitglied in das House of Commons gewählt und vertrat in diesem bis zum 1. Mai 1997 den Wahlkreis Bristol West.
1981 übernahm er sein erstes Regierungsamt als „Juniorminister“ als er zum Parlamentarischen Unterstaatssekretär im Ministerium für Bildung und Wissenschaft ernannt wurde, ehe er anschließend ins Umweltministerium wechselte, in dem er zuerst Parlamentarischer Unterstaatssekretär und dann von 1985 bis 1988 Staatsminister war. Danach war er zwischen 1988 und 1990 Staatsminister im Foreign and Commonwealth Office, dem britischen Ministerium für Auswärtiges und Angelegenheiten des Commonwealth of Nations.
Nach dem Amtsantritt von Premierminister Major als Nachfolger von Margaret Thatcher wurde er im November 1990 Gesundheitsminister (Secretary of State for Health) in dessen Kabinett. Nach einer Regierungsumbildung wurde er im April 1992 Chancellor of the Duchy of Lancaster, ehe er von Juli 1994 bis Juli 1995 Minister für Landwirtschaft, Fischerei und Ernährung war. Zuletzt war er von Juli 1995 bis zum Ende von Majors Amtszeit im Mai 1997 Chefsekretär des Schatzamtes (Chief Secretary to the Treasury).
1995 wurde durch den sogenannten Scott Report seine Rolle bekannt, die er als Staatsminister im Außenministerium bei der „Waffen-an-den-Irak-Affäre“ spielte. Dabei hatte die Regierung es versäumt, das Parlament über die Lockerung der Richtlinien über den Verkauf nicht-tödlicher Ausrüstungsgegenstände an den Irak zu informieren.

### Mitglied des Oberhauses
Bei den Unterhauswahlen vom 1. Mai 1997, die zum Ende der Regierung der Tories und dem Beginn der Amtszeit der Labour-Party-Regierung von Tony Blair führte, erlitt er auch eine persönliche Wahlniederlage gegen seine Herausforderin von der Labour Party, Valerie Davey, und schied aus dem Unterhaus aus.
Am 28. Juli 1999 wurde er als Baron Waldegrave of North Hill, of Chewton Mendip in the County of Somerset, zum Life Peer und ist dadurch seither Mitglied des House of Lords. Dort war Waldegrave, der auch Ehrenmitglied der Tory Reform Group ist, von 2000 bis 2003 Präsident des Parlamentarischen und Wissenschaftlichen Ausschusses.
Daneben nahm er seine Tätigkeit als Fellow des All Souls College wieder auf und wurde außerdem Provost des Eton College.
Er übernahm des Weiteren mehrere Direktorenposten in Unternehmen der Privatwirtschaft wie bei der Privatbank Coutts & Co, Fleming and Family Partners Ltd, Henry Sotheran & Co Ltd, Waldegrave Farms Ltd und Biotech Growth Trust plc. Außerdem war er Berater der Großbank UBS und Trustee von Wellington Resettled Estate, des Strawberry Hill Trust, der südafrikanischen Mandela Rhodes Foundation, der Cumberland Lodge in der Nähe des Windsor Castle sowie Vorsitzender der Rhodes-Stiftung und Vorsitzender des Beratungskomitees der Münzprägeanstalt Royal Mint.